# Лос-Анджелес (округ Вілласі, Техас)
Лос-Анджелес (англ. Los Angeles) — переписна місцевість (CDP) в США, в окрузі Вілласі штату Техас. Населення — 108 осіб (2020).

## Географія
Лос-Анджелес розташований за координатами 26°29′41″ пн. ш. 97°47′11″ зх. д. / 26.49472° пн. ш. 97.78639° зх. д. (26.494764, -97.786319).  За даними Бюро перепису населення США в 2010 році переписна місцевість мала площу 0,39 км², уся площа — суходіл.

## Демографія
Згідно з переписом 2010 року, у переписній місцевості мешкала 121 особа в 33 домогосподарствах у складі 28 родин. Густота населення становила 310 осіб/км².  Було 35 помешкань (90/км²).
Расовий склад населення:
| - 63,6 % — білих - 9,1 % — чорних або афроамериканців - 27,3 % — осіб інших рас |

До двох чи більше рас належало 0,0 %. Частка іспаномовних становила 100,0 % від усіх жителів.
За віковим діапазоном населення розподілялося таким чином: 42,1 % — особи молодші 18 років, 50,5 % — особи у віці 18—64 років, 7,4 % — особи у віці 65 років та старші. Медіана віку мешканця становила 24,9 року. На 100 осіб жіночої статі у переписній місцевості припадало 80,6 чоловіків;  на 100 жінок у віці від 18 років та старших — 89,2 чоловіків також старших 18 років.
Цивільне працевлаштоване населення становило 25 осіб. Основні галузі зайнятості: сільське господарство, лісництво, риболовля — 100,0 %.